# 孟谷误
孟谷误，唐朝云南和蛮（哈尼族先民）大首领。
唐玄宗开元年间，孟谷误为和蛮大鬼主，与安南首领爨仁哲、僚子首领阿迪、南宁州大鬼主爨崇道等九人并列朝觐。他们各领有部落，同为唐朝臣属。唐玄宗颁发给爨仁哲的敕书孟谷误的名字，夹处诸爨部落首领之间，名随安南首领爨仁哲之后。据此，有一种观点认为，其地临近当时的安南都护府，在今红河州和文山州一带。另说在楚雄州至思茅区一带。